# جنبه دیگر همبستر شدن
جنبهٔ دیگرِ همبستر شدن (به اسپانیایی: El otro lado de la cama) نام یک فیلم سینمایی کمدی-موزیکال اسپانیایی به کارگردانی امیلیو مارتینز-لازارو محصول ساخت ۲۰۰۲ است. صحنه‌های فیلم تماماً در شهر مادرید فیلمبرداری شده‌اند.

## خلاصهٔ داستان
داستان فیلم درباره دو دوست صمیمی به نام‌های خاویر و پدرو است که هر کدام دارای دوست‌دخترهایی به نام‌های سونیا و پائولا می‌باشند. بعد از مدتی هر کدام از شخصیت‌های مرد و زنِ فیلم عاشق مرد یا زنی از زوج دیگر می‌شود (عشق ضربدری) و مخفیانه با وی رابطهٔ دوستانه برقرار می‌کند و تصمیم می‌گیرند که از نامزد خود جدا شوند. داستان فیلم به مصائب و مشکلات به‌ وجود آمده برای این چهار نفر می‌پردازد که هر کدام مخفیانه به نوبهٔ خود به طرف مقابل خیانت کرده و به رابطهٔ جنسی با مرد یا زن زوج دیگر پرداخته‌است.

## ترانه‌های فیلم
- Luna de miel
- Mucho mejor
- Salta
- Dime que me quieres
- Echo de menos
- Las chicas son guerreras
- No sé qué hacer